# Wolfgang de Ratisbona
Wolfgango, o Volfang o Wolfang (Pfulligen, Suàbia, 924 - Pupping, Àustria, 31 d'octubre de 994) va ser un monjo benedictí; es formà a Reichenau i a Würzburg i fou monjo a Einsiedeln i bisbe de Ratisbona (972), hi organitzà el bisbat i la vida monàstica. Va ser canonitzat en 1052 per Lleó IX.

## Biografia
El seu deixeble Otoló (Otloh) de Sant Emmeran, que va viure molts dels fets que narra, va escriure'n una biografia; un altre deixeble, Arnold, en va fer una altra Vita, amb més episodis miraculosos.
Wolfgang era fill d'una família benestant i va ser educat per un clergue i, després, a l'abadia de Reichenau, sota la guia d'Esteve de Novara. Va destacar per la seva modèstia i hi va conèixer Enric, que serà després bisbe de Trèveris i que tindrà molta influència en la vida de Wolfgang.
Continuà els seus estudis a Würzburg, on va decidir de fer-se monjo, però Enric de Trèveris el va cridar perquè l'ajudés com a diaca del capítol i professor de l'escola catedralícia. Entre els seus deixebles va haver-hi Enric II, que també seria canonitzat, i Gisela, que es va casar amb sant Esteve I d'Hongria. Wolfgang, però, no va voler acceptar cap altre càrrec ni honor mentre va ser a Trèveris. Quan Enric va morir, Wolfgang va ingressar, en 964, a l'orde benedictí, entrant al monestir d'Einsiedeln, conegut pel rigor amb què aplicava la Regla de Sant Benet.
Cap al 970 el bisbe Ulrico d'Ausburg el va ordenar sacerdot. Poc després, Wolfgang va tenir una visió que el va impulsar a deixar el monestir i dedicar-se a l'evangelització de terres de l'Europa central on encara no es practicava el cristianisme, com la Bohèmia i la Pannònia, actual Hongria. No obstant això, la seva tasca a Hongria va tenir pocs resultats pràctics.
El bisbe Pelegrí de Passau, que el va conèixer, el va proposar a Otó I perquè el nomenés bisbe de Ratisbona. Wolfgang no va voler, però finalment acceptà el nomenament i el 972 va prendre'n possessió, amb jurisdicció sobre tota la Bohèmia. Com a bisbe, es va distingir per la santedat de la seva vida, frugal i modesta. En contra del que era habitual llavors, va voler renunciar al poder temporal; així, va fer que les terres de Bohèmia s'erigissin com a diòcesi autònoma, amb seu a Praga i sense lligam amb Ratisbona i, de la mateixa manera, va renunciar al priorat de Reichenau, que proporcionava moltes rendes. Volia, així, que els responsables, bisbe i prior, de les comunitats estiguessin a prop dels seus fidels.

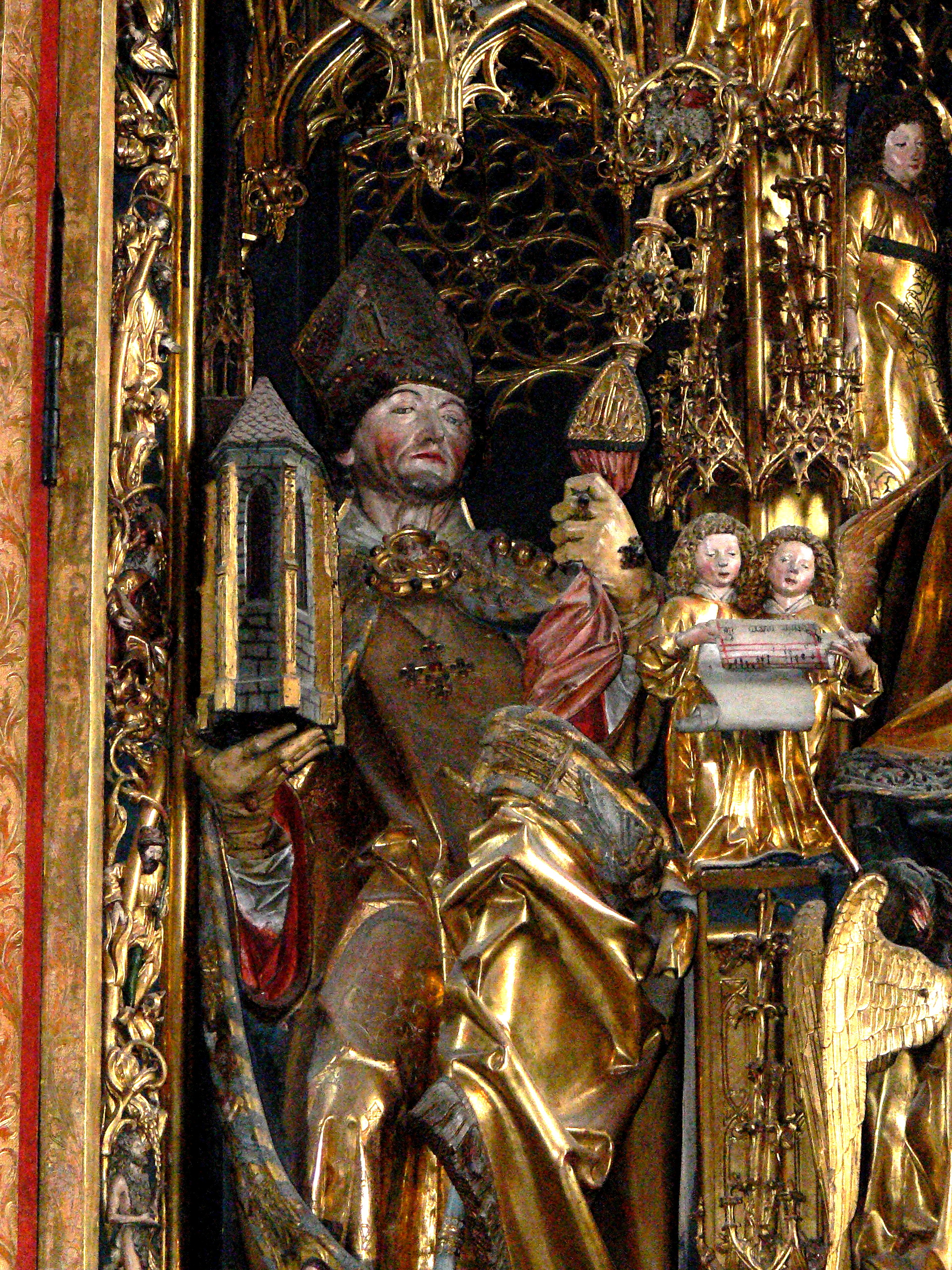
Talla del sant al retaule de Sankt Wolfgang im Salzkammergut, 1481, per Michael Pacher
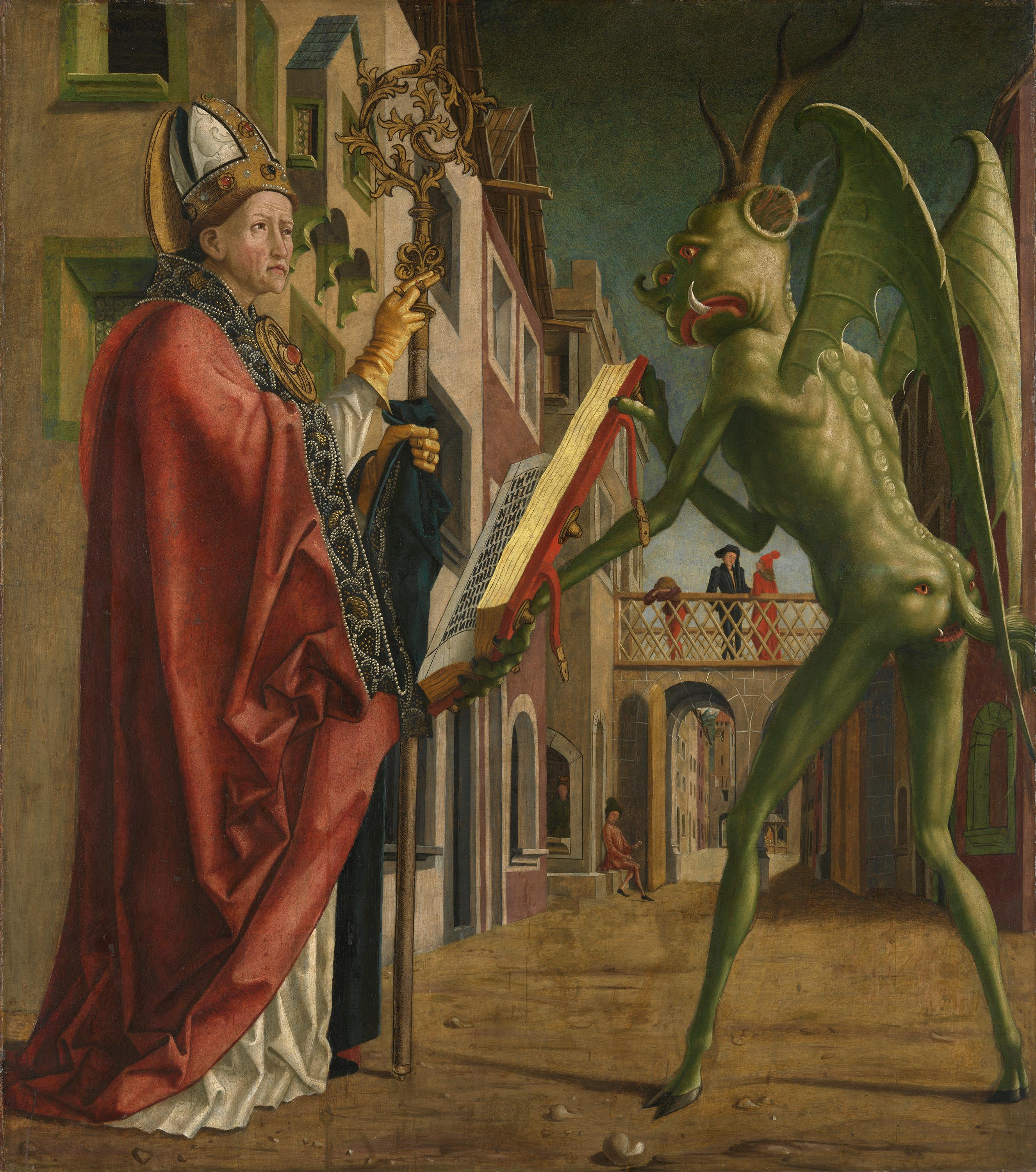
El sant i el diable, per Michael Pacher, 1471-75, de l'altar de Sankt-Wolfgang (Múnic, Alte Pinakothek)
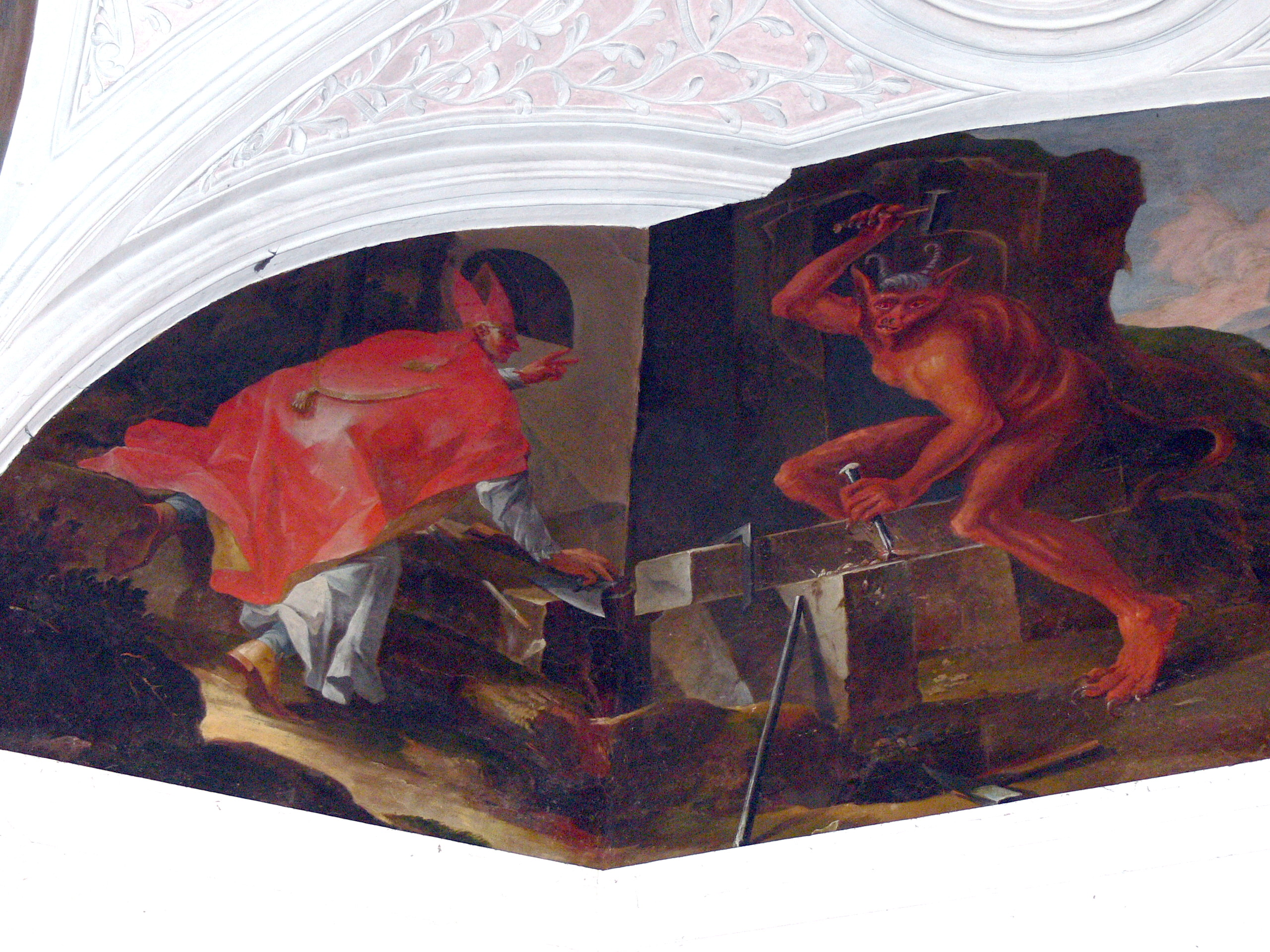
El sant i el diable, pintura del s. XVIII a la capella del sant a Sankt Wolfgang im Salzkammergut
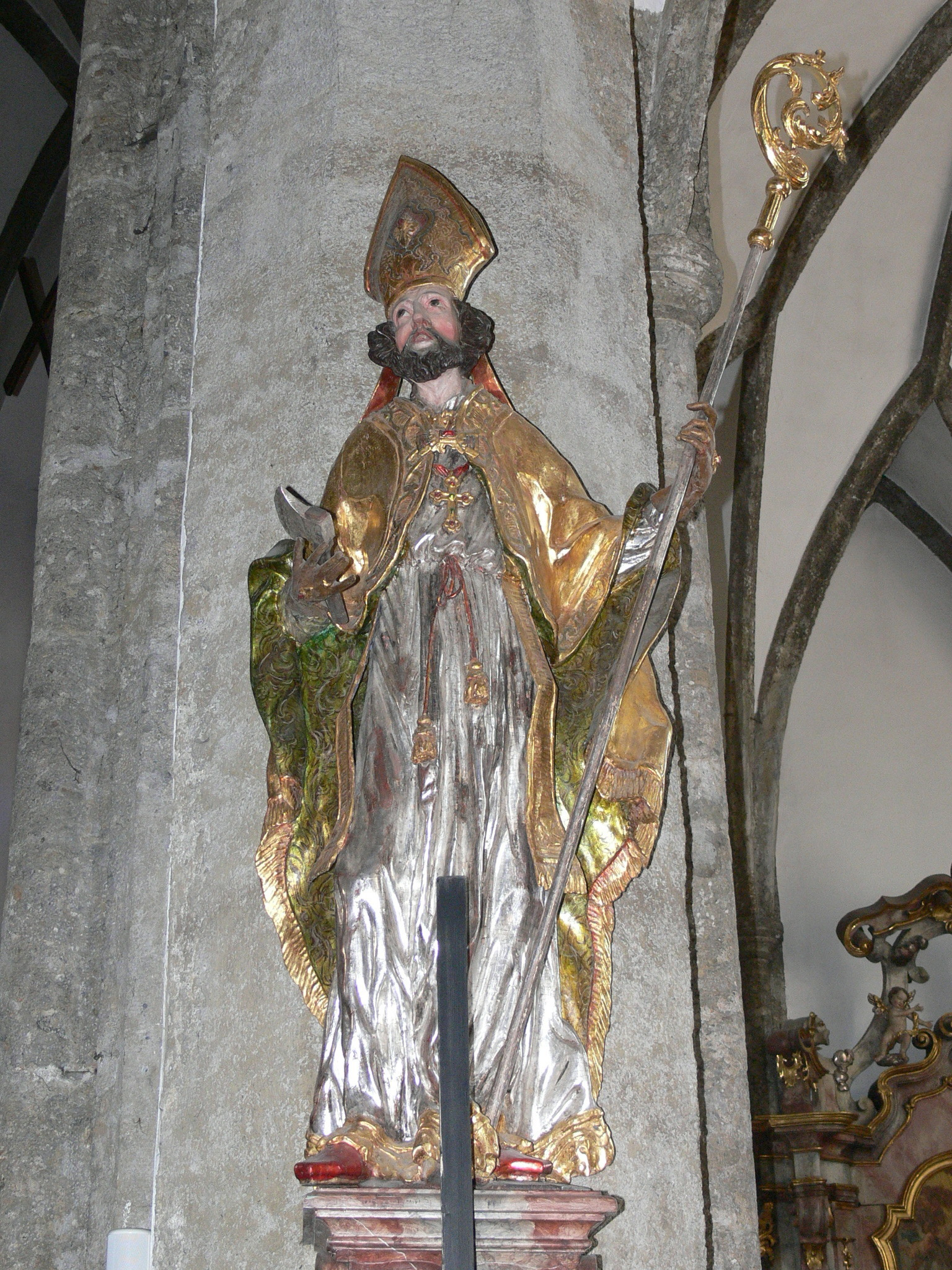
Talla del s. XVIII a Kuchl

Durant les lluites del 976 entre Enric i Otó II, a qui Wolfgang era fidel, es va retirar a l'abadia de Mondsee. Una llegenda vol que, en aquest retir, visqués com a eremita als boscos, a la vora del Wolfgangsee ("Llac de Wolfgang"). Va tornar a Ratisbona i, durant un viatge pastoral emmalaltí. Es va fer portar a l'església propera de Pupping, on es confessà, combregà i morí al peu de l'altar la nit del 31 d'octubre.
Va ser enterrat al monestir de Sant Emmeran, a Ratisbona, d'on van ser traslladats fins a la catedral de la ciutat.

## Llegendes
Quan es va retirar com a eremita, per a trobar el lloc on quedar-s'hi, va pregar Déu que li ho indiqués; va llençar una destral i va fer la capella al lloc on va caure. Wolfgang va convèncer el diable perquè l'ajudés a construir la capella, a canvi de l'ànima del primer que hi entrés. El diable, per a transportar-hi els materials, va prendre la forma de cavall. En acabar, el primer ésser viu que va entrar a la capella va ser un llop, (Wolf en alemany, relacionat amb Wolfgang) i el diable, enrabiat, va marxar volant. Després, en el mateix lloc, es va fundar un poble, l'actual Sankt Wolfgang, al Salzkammergut (Àustria).
Essent a l'ermita, el diable va voler matar-lo llençant-li un gran roc a sobre; Wolfgang, que era ajagut sobre una altra roca, va estendre els braços formant una creu i va pregar: no va passar-li res, però l'empremta va quedar marcada a la roca. Aquesta pedra és avui al terra de l'església de Sankt Wolfgang im Salzkammergut.

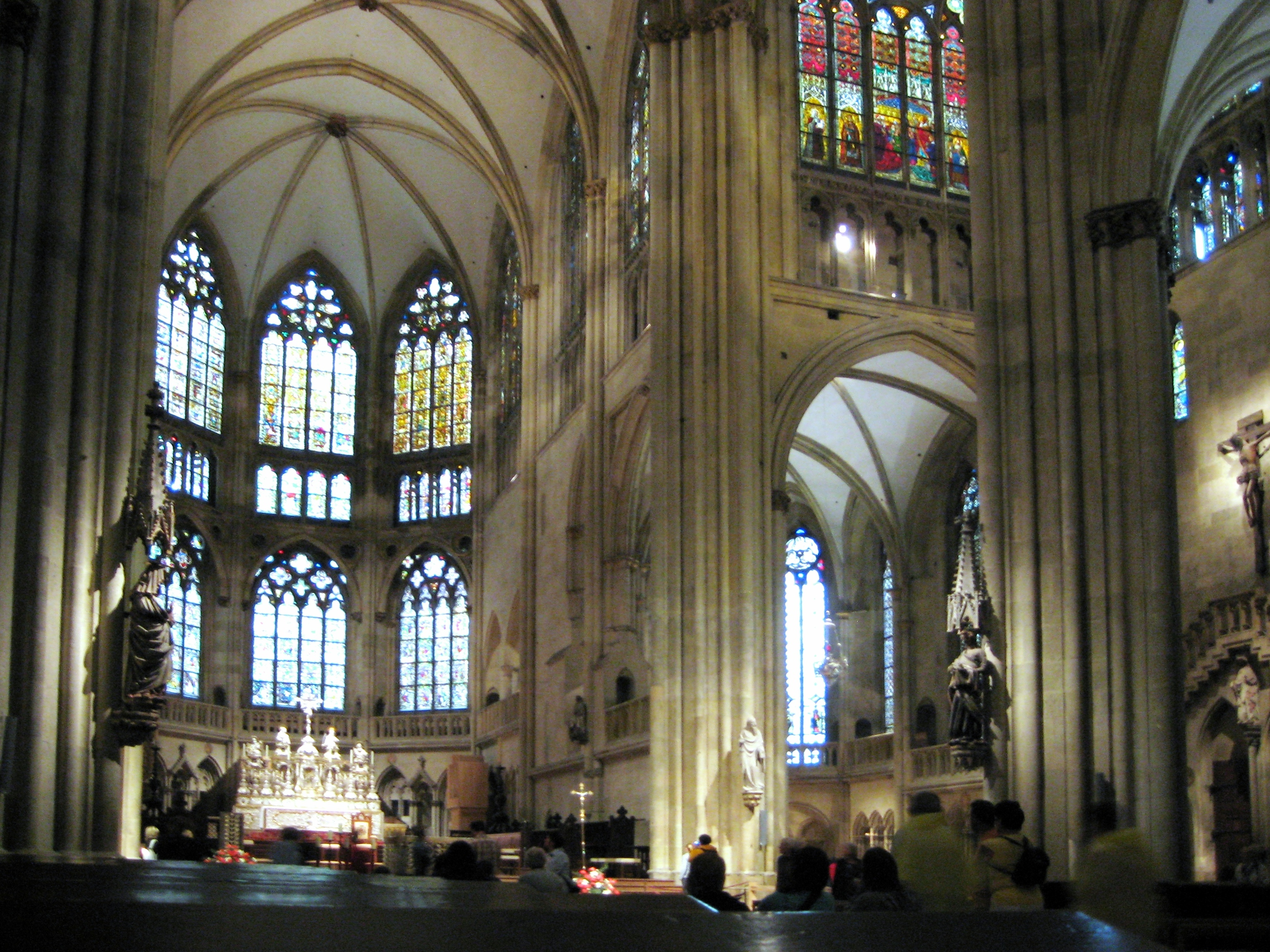
Catedral de Ratisbona, on hi ha les restes del bisbe Wolfgang
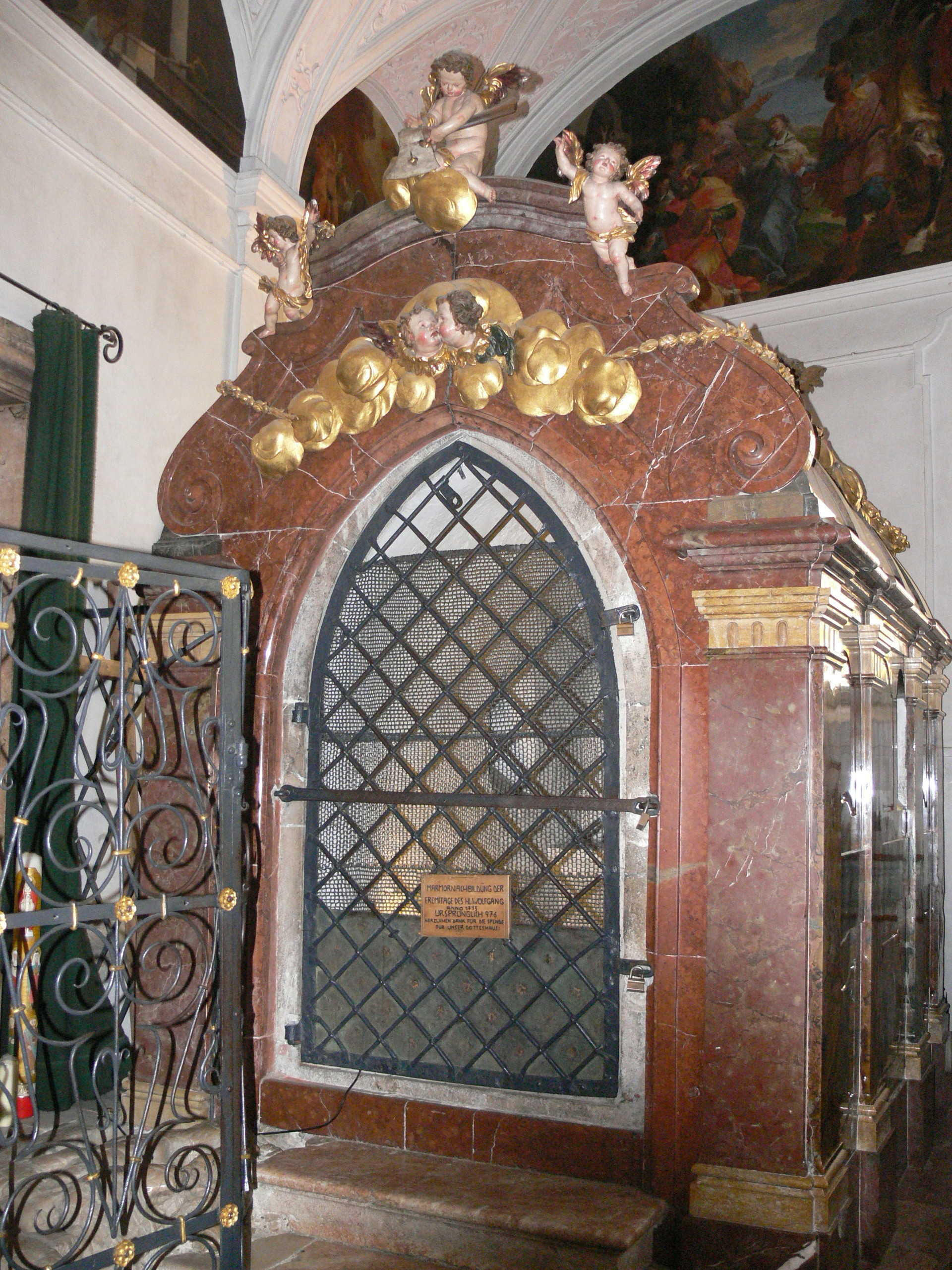
Capella del sant, reconstrucció barroca de la capella on es va retirar com a eremita, a la parròquia de S. Wolfgang im Salzkammergut
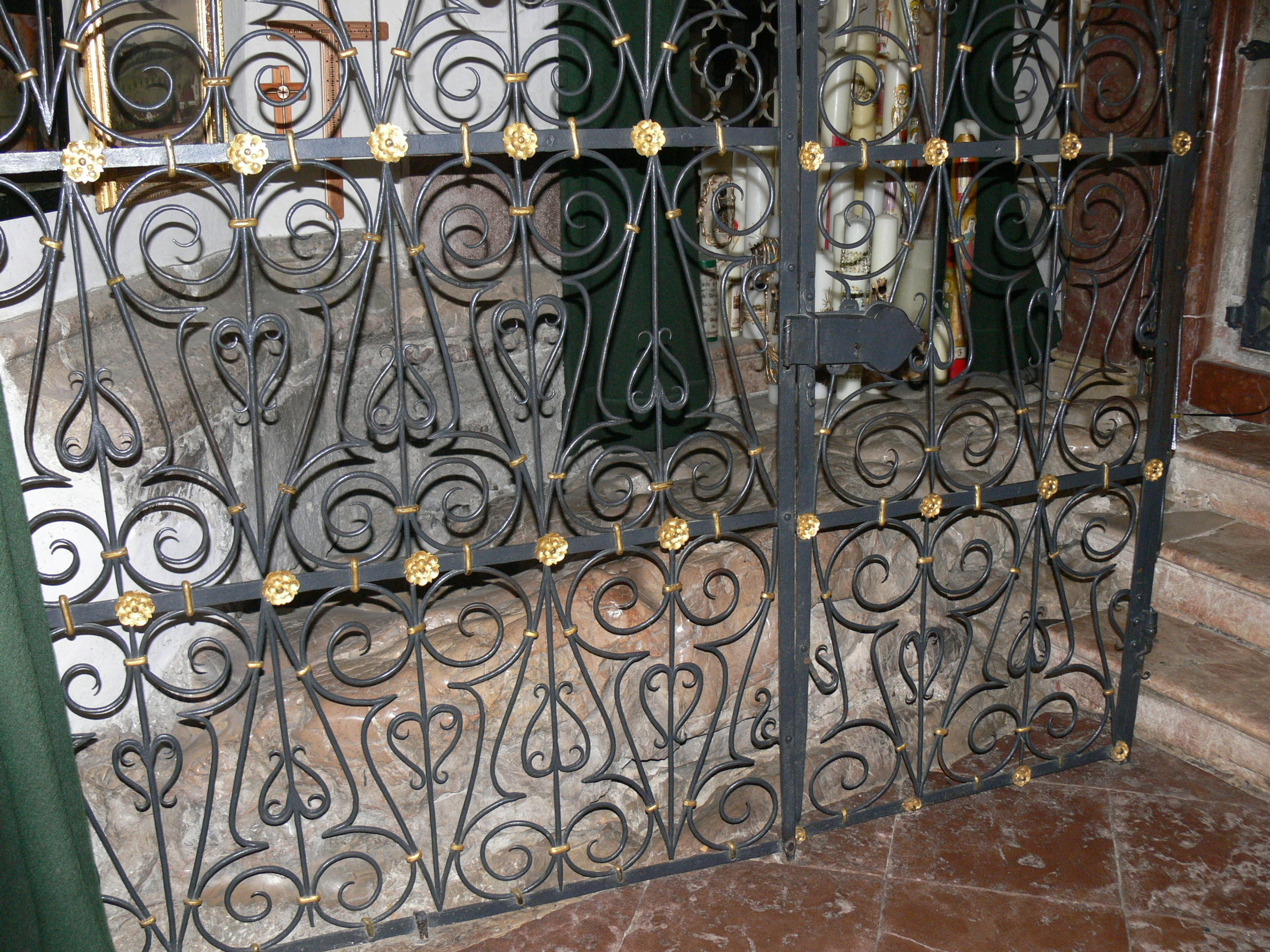
"Pedra de Sant Wolfgang" on el sant va jeure i va deixar impresa l'empremta del seu cos (S. Wolfgang im Salzkammergut)
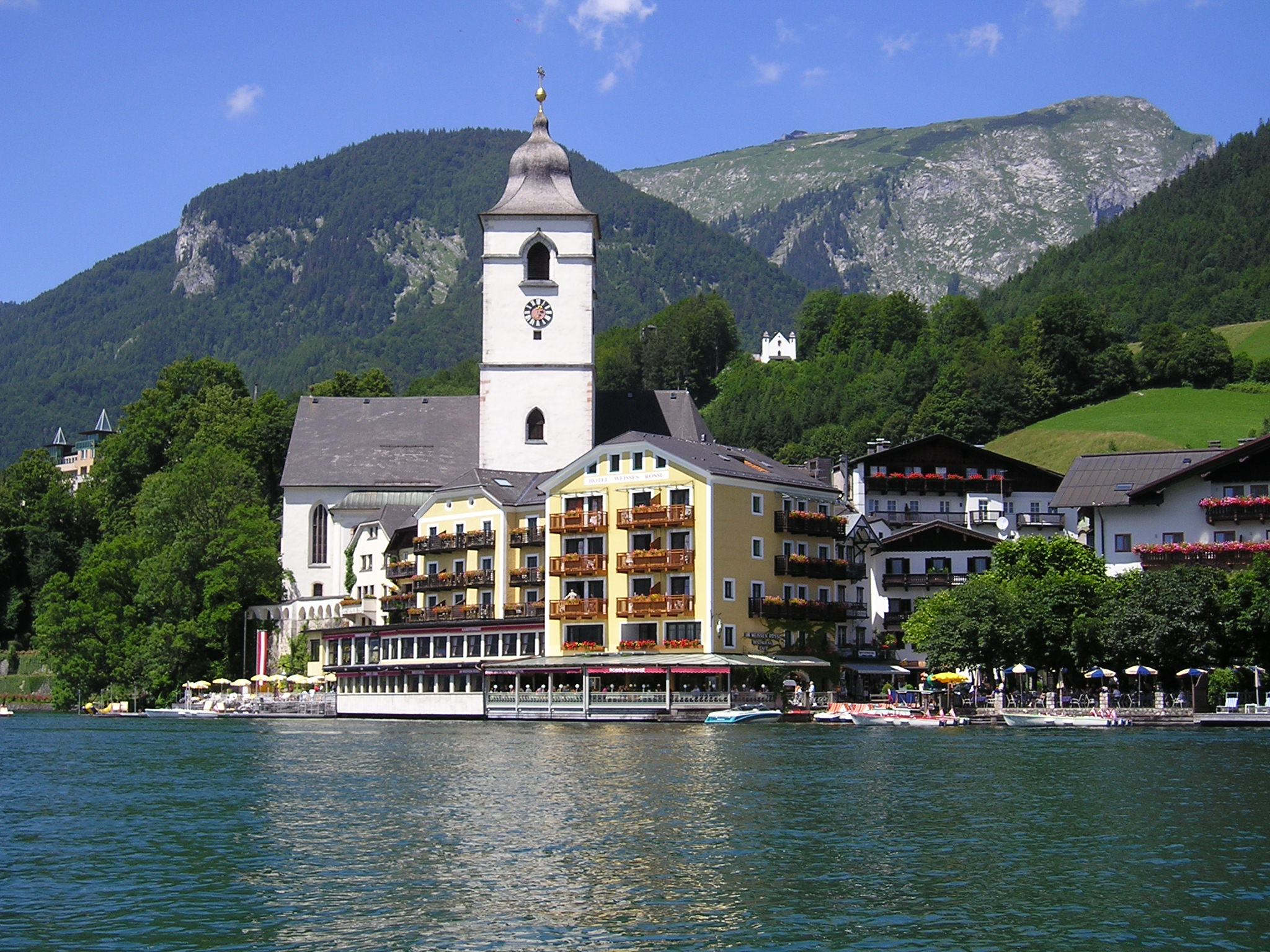
Parròquia de Sankt Wolfang, construïda sobre la capella del sant, a la vora del Wolfgangsee
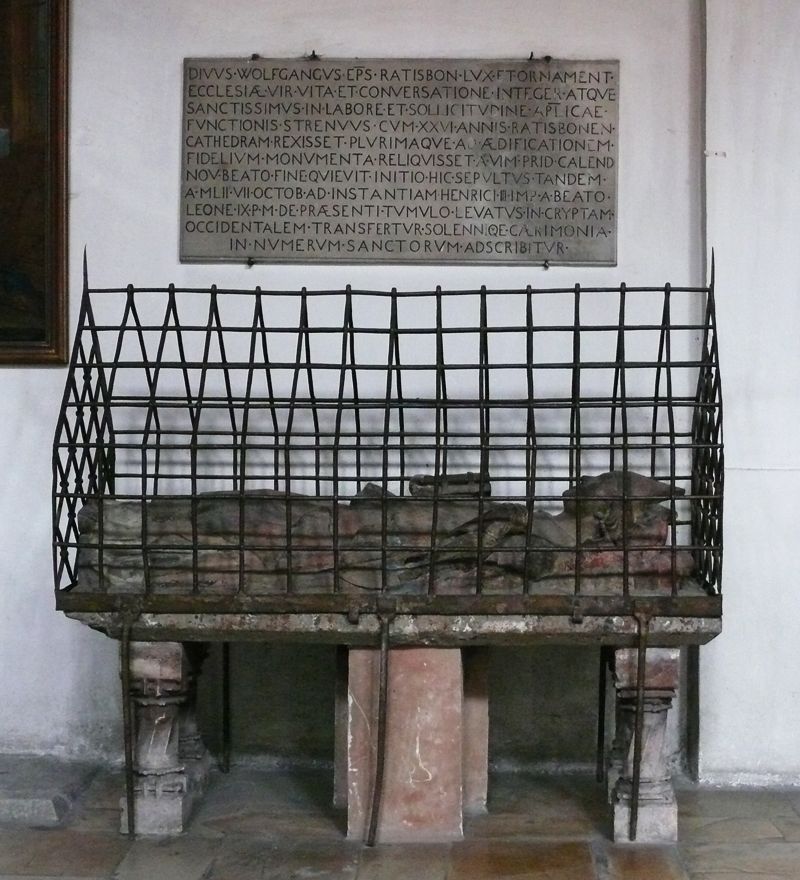
Antiga tomba del sant a Sankt Emmeram de Ratisbona